# Nouaillé-Maupertuis
Nouaillé-Maupertuis – miejscowość i gmina we Francji, w regionie Nowa Akwitania, w departamencie Vienne.
Według danych na rok 1990 gminę zamieszkiwały 2142 osoby, a gęstość zaludnienia wynosiła 97 osób/km² (wśród 1467 gmin regionu Poitou-Charentes Nouaillé-Maupertuis plasuje się na 132. miejscu pod względem liczby ludności, natomiast pod względem powierzchni na miejscu 329.).